# 岑村傑
岑村 傑（みねむら すぐる、1967年 - ）は、日本の仏文学者。慶應義塾大学文学部仏文学専攻教授。

## 人物・経歴
長野県生まれ。1991年東京都立大学人文学部仏文学科卒業。1993年東京都立大学大学院人文科学研究科修士課程修了。1999年東京都立大学大学院人文科学研究科博士課程単位取得退学。2001年パリ第4大学大学院博士課程修了、文学博士。同年東京都立大学人文学部仏文学科助手。2002年慶應義塾大学文学部仏文学専攻助手。2007年慶應義塾大学文学部仏文学専攻准教授。2015年慶應義塾大学文学部仏文学専攻教授。

## 著作

### 著書
- "Jean Genet et la poétique du bagne : de la cellule pénitentiaire au bagne intime" Atelier national de reproduction des thèses 2001年
- 『ゾラの可能性 : 表象・科学・身体』（小倉孝誠, 宮下志朗編, 共著）藤原書店 2005年
- 『ユートピアの文学世界』（柴田陽弘編著, 共著）慶應義塾大学出版会 2008年
- 『身体はどう変わってきたか : 16世紀から現代まで』（アラン・コルバン, 小倉孝誠, 鷲見洋一と共著）藤原書店 2014年

### 編書
- 『フランス現代作家と絵画』（吉川一義と共編）水声社 2009年

### 訳書
- ルイ・シュヴァリエ著『三面記事の栄光と悲惨 : 近代フランスの犯罪・文学・ジャーナリズム』（小倉孝誠と共訳）白水社 2005年
- J-J・クルティーヌ編『20世紀まなざしの変容』藤原書店 2010年
- ジャン・ジュネ著『公然たる敵』（鵜飼哲, 梅木達郎, 根岸徹郎と共訳）月曜社 2011年
- ターハル・ベン・ジェルーン著『嘘つきジュネ』インスクリプト 2018年